# Liste der Kulturdenkmale in Obertrebra
In der Liste der Kulturdenkmale in Obertrebra sind alle Kulturdenkmale der thüringischen Gemeinde Obertrebra (Landkreis Weimarer Land) und ihrer Ortsteile aufgelistet (Stand: 26. April 2012).

## Obertrebra
Einzeldenkmale
| Bild                                    | Bezeichnung                              | Lage                                  | Datierung | Beschreibung              | ID |
| --------------------------------------- | ---------------------------------------- | ------------------------------------- | --------- | ------------------------- | -- |
| BW                                      | ehemalige Mühle und zugehöriges Wohnhaus | Dorfstraße 1 (Karte)                  |           |                           |    |
| BW                                      | Gehöft                                   | Dorfstraße 2 (Karte)                  |           |                           |    |
| Direkt Bild zu diesem Denkmal hochladen | Portal                                   | Dorfstraße 66a                        |           |                           |    |
| Direkt Bild zu diesem Denkmal hochladen | Kirchhof                                 | Dorfstraße 75                         |           |                           |    |
| Direkt Bild zu diesem Denkmal hochladen | Grab für einen Buchenwaldhäftling        | Nordseite der Kirche, vor dem Eingang |           |                           |    |
| weitere Bilder Fotos hochladen          | Kirche                                   | Dorfstraße 76 (Karte)                 |           |                           |    |
| BW                                      | Ilmbrücke                                | Dorfstraße (Karte)                    |           | am nördlichen Ortsausgang |    |

Bodendenkmal
| Bild                           | Bezeichnung                | Lage                                  | Datierung | Beschreibung | ID |
| ------------------------------ | -------------------------- | ------------------------------------- | --------- | --- | -- |
| weitere Bilder Fotos hochladen | Steinkreuz „Schwedenkreuz“ | Dorfstraße (gegenüber Nr. 61) (Karte) |           | Kalksteinkreuz (ca. 145 cm hoch und 85 cm breit) mit einem nach unten verbreiterten Schaft mit lateinischer Inschrift und nur noch tw. erkennbarer Schwertklinge-Ritzung am Schaft; auf Nordwestseite eingeritzt: „Weg Nach Flurstedt u. Apolda / Weg nach Sulza“, auf Nordostseite: „Pfuhlsborn“ mit Pfeil |    |

## Quelle
- Denkmalliste Landkreis Weimarer Land. (PDF; 929 kB) weimarerland.de